# Elaphognathia wolffi
Elaphognathia wolffi är en kräftdjursart som först beskrevs av Mueller 1989.  Elaphognathia wolffi ingår i släktet Elaphognathia och familjen Gnathiidae. Inga underarter finns listade i Catalogue of Life.